# Kortenberg
Kortenberg ist eine Gemeinde im mittleren Teil des Dijlelandes in der Provinz Flämisch-Brabant im Königreich Belgien. 

## Geschichte
Im Jahre 1095 erkannte der Bischof von Cambrai das Bestehen der religiösen Gemeinde auf dem Curtenbergh an, was bis heute als Gründungsdatum von Kortenberg angesehen wird.  Die Klosterbrüder zogen im Jahr 1222 vom "Heuvel" (dem Curtenbergh) um in das "Minneveld", wo sich die Abtei von Kortenberg bis heute befindet.

## Kerne
Außer Kortenberg selbst besteht die Gemeinde aus den Teilgemeinden Erps-Kwerps, Everberg und Meerbeek. Im Süden von Everberg liegt das Dörfchen Vrebos. Zwischen Erps und Meerbeek liegt nahe dem Bahnhof das Dorf Schoonaarde.

## Abtei von Kortenberg
Die Abtei von Kortenberg stammt aus dem Jahr 1222. Sie hat eine lange bewegte Geschichte von Brandstiftung, Plünderungen und Wiederaufbau hinter sich. Der älteste noch bestehende Teil ist das Torgebäude mit dem gotischen Eingangstor, errichtet Anfang des 17. Jahrhunderts und die Brauerei aus dem Jahr 1732. Der traditionelle Rittersaal und die barocke Kapelle datieren aus dem Jahre 1934. Die Abtei, Eigentum des Erzbistums Mecheln-Brüssel, wurde am 14. Februar 2005 unter Denkmalschutz gestellt.

## Verkehr

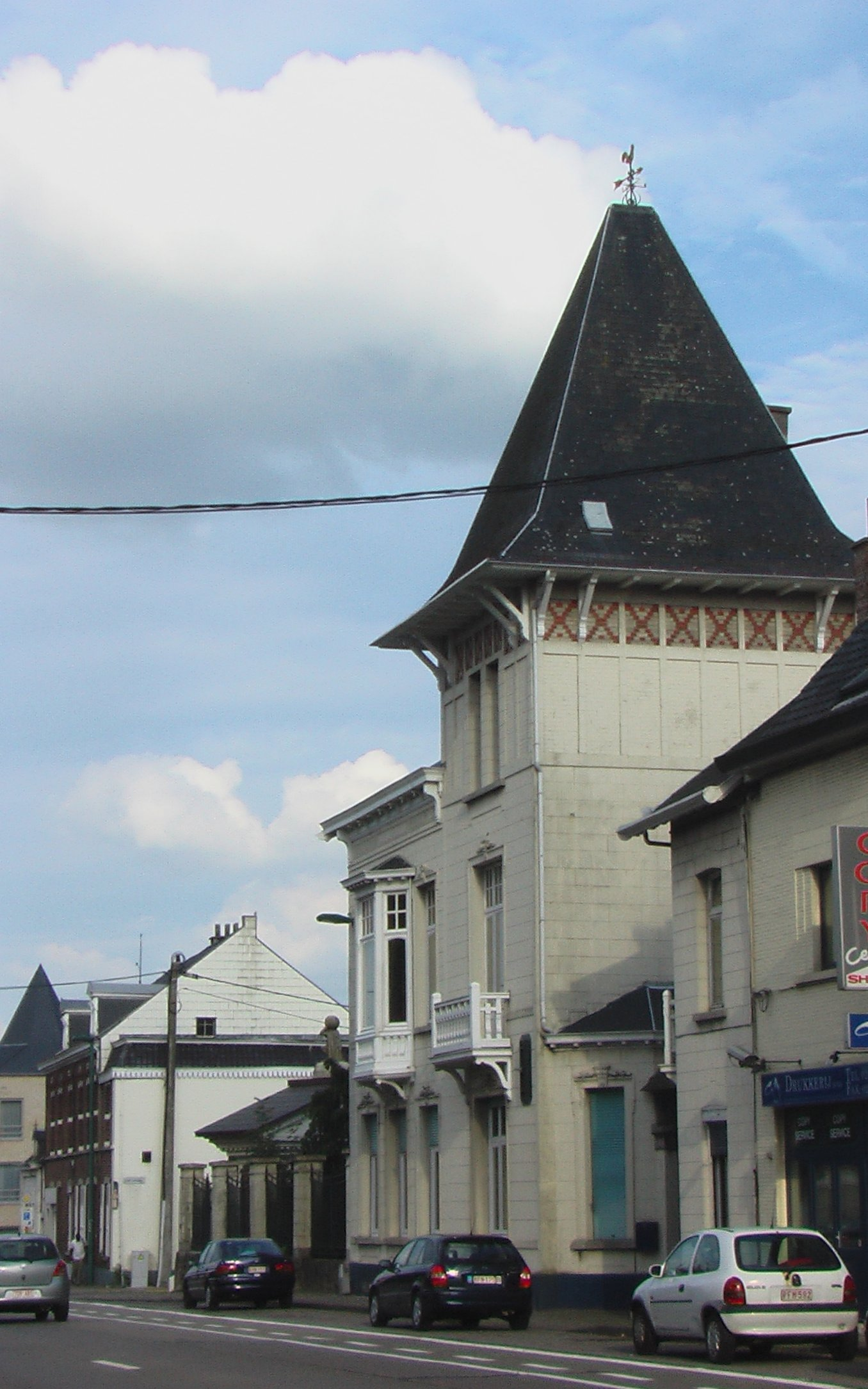
Straßenbild Kortenberg

Das Gemeindegebiet wird von der Autobahn E40/A3 durchkreuzt. Kortenberg verfügt aber über keine eigene Anschlussstelle. Die Anschlussstellen 21 in Sterrebeek und 22 in Bertem sind am nächsten gelegen. Die Nationalstraße N2 durchkreuzt Kortenberg im Zentrum und ist neben der E40 eine wichtige Verbindung nach Brüssel.
Kortenberg hat einen Bahnhof an der Bahnstrecke Brüssel–Lüttich (Linie 36). Auch das Dorf Erps-Kwerps hat einen Bahnhof auf derselben Linie.
Kortenberg ist ein Knotenpunkt für eine Reihe wichtiger Buslinien der flämischen Verkehrsgesellschaft De Lijn. Die Linien 351, 352 und 358 verbinden alle über verschiedene Routen Löwen mit Brüssel.  Das Dorf Vrebos wird über die Linie 318 mit Brüssel verbunden. Der Bus der Linie 271 von Brüssel nach Kampenhout fährt das Dorf Erps-Kwerps an.  Die neue START-Initiative verbindet durch die Buslinien 651 und 652 Löwen über Kortenberg mit dem Flughafen Brüssel-Zaventem und dem Industriegebiet Brucargo.

## Bildung
Jede der vier Teilgemeinden verfügt über eine eigene Grundschule. Die älteste bestehende Schule ist die Freie Grundschule Mater Dei in Erps-Kwerps, welche im Jahre 1816 gegründet wurde. Weiterführender Schulunterricht wird nur in den größeren Nachbarstädten angeboten.

## Städtepartnerschaften
Kortenberg unterhält Städtepartnerschaften mit der Gemeinde Parcé in der Bretagne, Frankreich, und mit Blauwgrond in Surinam.